# Opere di Isaac Asimov
Questa voce fornisce una bibliografia delle opere dello scrittore statunitense Isaac Asimov

## Fantascienza

### Grande Universo della Fondazione
Quattordici romanzi organizzati in tre saghe consequenziali, che assieme vanno a formare una storia futura dell'umanità.

#### Ciclo dei Robot
1. Abissi d'acciaio o Metropoli sotterranea (The Caves of Steel, 1953), prima pubblicazione suddivisa in 9 parti, dal N° 55 del 10/9/1954 al N° 63 del 30/11/1954 di Urania; ripubblicato intero nel N° 578 del 31/10/1971
2. Il sole nudo (The Naked Sun, 1956), Urania N° 161 del 026/9/1957; ripubblicato nel N° 507 del 9/2/1969
3. I robot dell'alba (The Robots of Dawn, 1983), Urania N° 1009 del 10/11/1985, 1985
4. I robot e l'Impero (Robots and Empire, 1985), Mondadori Altri Mondi n.1, 1986; Urania N° 1059 dell'11/10/1987

#### Ciclo dell'Impero
1. Paria dei cieli (Pebble in the Sky, 1950), Urania N° 20 del 20/7/1953, ripubblicato nel N° 442 del 14/8/1966 e nel N° 1087 del 6/11/1988, Mondadori
2. Il tiranno dei mondi o Stelle come polvere (The Stars, Like Dust, 1951), Urania Rivista N° 3 del 1°/1/1953, ripubblicato in Urania N° 485 del 7/4/1968, Mondadori
3. Le correnti dello spazio (The Currents of Space, 1952), Urania N° 464 del 18/6/1967, Mondadori

#### Ciclo della Fondazione
La serie ebbe origine come trilogia, successivamente Asimov la espanse con una dilogia sequel e ne narrò gli antefatti in una dilogia prequel. L'elenco sottostante segue l'ordine di prima edizione e non la cronologia interna.

##### Trilogia originale
1. Fondazione o Cronache della galassia o Prima fondazione (Foundation, 1951), Urania N° 317 BIS del 29/9/1963, ripubblicato in Urania MilleMondi 1971, Mondadori
2. Fondazione e Impero o Il crollo della galassia centrale (Foundation and Empire, 1952), Urania N° 329 BIS del 15/3/1964, ripubblicato in Urania MilleMondi 1971, Mondadori
3. Seconda Fondazione o L'altra faccia della spirale (Second Foundation, 1953), Urania N° 338 del 28/6/1964, ripubblicato in Urania MilleMondi 1971, Mondadori

##### Dilogia sequel
1. L'orlo della Fondazione (Foundation's Edge, 1982), Urania N° 1000 del 7/7/1985 e negli  Oscar Fantascienza, 1985, Mondadori
2. Fondazione e Terra (Foundation and Earth, 1986), Urania N° 1131 del 15/7/1990, Mondadori

#### Dilogia prequel
1. Preludio alla Fondazione (Prelude to Foundation, 1988), Urania N° 1149 del 24/3/1991, Mondadori
2. Fondazione anno zero (Forward the Foundation, 1993), Urania N° 1287 del 7/7/1996, Mondadori

#### Opere di preludio al GUF
Si possono ricondurre al Grande Universo della Fondazione anche due romanzi di per sé autoconclusivi e due saghe, rispettivamente, di racconti e di romanzi per l'infanzia: tali opere, infatti, si svolgono durante una fase embrionale di esplorazione dello spazio da parte dell'umanità, colmando quindi l'ellissi cronologica fra il XX secolo reale e l'epoca delineata nel Ciclo dei Robot, in cui l'umanità si è ormai sparsa su svariati sistemi stellari indipendenti.
- La fine dell'eternità (The End of Eternity, 1955), Urania n.119, 1956; gli eventi di questo romanzo culminano nella distruzione della società pan-temporale istituita sulla Terra dall'oligarchia degli Eterni, dando adito alla linea temporale nella quale l'umanità svilupperà il viaggio spaziale e fonderà l'Impero Galattico; gli Eterni sono anche citati ne L'orlo della Fondazione.
- I racconti sui Robot (elencati più avanti), nell'ambito dei quali viene descritto lo sviluppo della società umana in simbiosi con i robot e l'inizio dell'esplorazione dello spazio, poi dettagliata entro il Ciclo dei Robot.
- Nemesis (Nemesis, 1989), Mondadori, 1990, i cui eventi si svolgono quando il sistema solare è già ampiamente colonizzato ma l'umanità non ha ancora varcato i suoi confini; un riferimento a questo romanzo è presente in Fondazione anno zero e viceversa in Nemesis c'è un evidente riferimento alla psicostoria di Fondazione.
- Il Ciclo di Lucky Starr è ambientato in un futuro in cui non solo il sistema solare è stato ormai colonizzato, ma l'umanità ha anche raggiunto altri sistemi stellari, che nel frattempo si sono resi indipendenti dalla Terra; alcuni di essi intraprendono azioni volte a sottomettere la Terra al proprio controllo, di alcuni di essi viene detto che hanno intrapreso una politica di eugenetica per sviluppare individui dalle caratteristiche fisiche migliori rispetto ai terrestri, soprattutto in termini di prestazioni fisiche e longevità – tutti elementi completamente sovrapponibili alla descrizione della nascita della Federazione Spaziale nel Ciclo dei Robot.

### Dilogia del Viaggio Allucinante
- Viaggio allucinante (Fantastic Voyage, 1966), Mondadori, 1966
- Destinazione cervello (Fantastic Voyage II: Destination Brain, 1987), Mondadori, 1988

### Romanzi di fantascienza autoconclusivi
- Il figlio del tempo (con Robert Silverberg) (The Ugly Little Boy, 1958), Bompiani, 1991
- Neanche gli dei (The Gods Themselves, 1972), Urania n.608, 1972
- Notturno (con Robert Silverberg) (Nightfall, 1990), Bompiani, 1990
- Robot NDR 113 (con Robert Silverberg) (The Positronic Man, 1992), Bompiani, 1993

#### Raccolte create per il mercato italiano
- Abissi d'acciaio + Il sole nudo + I robot dell'alba + I robot e l'Impero
- I mondi di Asimov - Abissi d'acciaio + Il tiranno dei mondi + Neanche gli dei
- Trilogia galattica - Fondazione + Fondazione e Impero + Seconda Fondazione
- Tutto Asimov Space Ranger, 3 numeri (1978)
- Fondazione. La quadrilogia completa 1953-1983, I massimi della fantascienza, Mondadori, 1983, ISBN A000024697
- Il ciclo dell'Impero (Le correnti dello spazio, Il tiranno dei mondi, Paria dei cieli), Oscar fantastica, Mondadori, 2020, ISBN 9788804736417
- Fondazione. Il ciclo completo (7 romanzi), Oscar draghi, Mondadori (2020), ISBN 9788804729198

### Racconti

#### Raccolte dei Robot
Queste raccolte contengono solo racconti di robotica, e buona parte dei loro contenuti funge da antefatto al Grande Universo della Federazione; una minoranza dei materiali, invece, non appartiene a quel ciclo narrativo.
- Io, Robot (I Robot, 1950), Bompiani, 1963
- Il secondo libro dei robot (The Rest of the Robots, 1964), De Carlo Editore, 1973
- Antologia del bicentenario (The Bicentennial Man and Other Stories, 1976), Urania n. 736 e 738, 1977 - Mondadori, 1989
- Tutti i miei robot (The Complete Robot, 1982), I Massimi della Fantascienza n.9, Mondadori, 1985

#### Antologie
Queste raccolte e quelle sui robot contengono quasi tutti i racconti di fantascienza editi in Italia.
- Maledetti marziani (The Martian Way and Other Story, 1955), Edizioni dello Scorpione, 1966
- Misteri. I racconti gialli di Isaac Asimov o La chiave e altri misteri o La fantascienza gialla (Asimov's mysteries, 1968), Fanucci, 1975
- Antologia personale (Nightfall and other stories, 1969), Mondadori, 1971 - Urania n. 668/670, 1971
- Asimov Story (The Early Asimov, 1972), Urania n. 778, 1979 - Urania n. 625 626 629 e 630, 1973
- Testi e note  (Buy Jupiter and other stories, 1975), Mondadori, 1976 - Urania n. 697 e 699, 1976
- Il vento è cambiato (The Winds of Change, 1983), Urania n. 986, 1984
- Fantasimov (The alternate Asimovs, 1986), Urania n. 1087, 1988
- Sogni di robot (Robot Dreams, 1986), Interno Giallo, 1990
- Le migliori opere di fantascienza (The Best Science Fiction of Isaac Asimov, 1986), Editrice Nord, 1987
- Visioni di robot (Robot Visions, 1990), Mondadori, 1990
- Tutti i racconti. Volume primo (The Complete Stories vol. 1, 1990), Mondadori, 1991 - Contiene i racconti di Nine Tomorrows (1959)
- Gold. La fantascienza allo stato puro (Gold, The Final Science Fiction, 1995), Bompiani, 1995

#### Altre antologie
Racconti già editi nelle antologie delle sezioni precedenti.
- La Terra è abbastanza grande (Earth is Room Enough, 1957), Editrice Nord, 1975
- Dodici volte domani, Mondadori, 1964
- Il meglio di Asimov (The best of Isaac Asimov, 1973), Mondadori 1975 (2 volumi) e 1996
- Tutti i racconti. Volume secondo (The Complete Stories vol. 2, 1992), Mondadori, 1992
- Tutti i racconti. Volume terzo, Mondadori, 1992
- Galley Slave - Il robot che leggeva le bozze, Mondadori, 1992
- Il grande libro dei robot, Mondadori, 1994

#### Elenco racconti
| Titolo italiano | Titolo originale                                            | Anno | Pubblicazione italiana                                                                           | Pubblicazione su Tutti i racconti | Argomento                         |
| --- | ----------------------------------------------------------- | ---- | ------------------------------------------------------------------------------------------------ | --------------------------------- | --------------------------------- |
| 2430 d.C. | 2430 A.D.                                                   | 1970 | Testi e note                                                                                     | -                                 | Politica/Sociologia               |
| A Lorma di negge o Un colpo di mano o Una nicchia nel tempo o Lura Dex                                                           | A Loint of Paw                                              | 1957 | La chiave e altri misteri - Le grandi storie della fantascienza 19                               | Vol. 2, parte 1                   | Viaggi nel tempo                  |
| A Marsport senza Hilda | I'm in Marsport Without Hilda                               | 1957 | La chiave e altri misteri                                                                        | Vol. 1, parte 1                   | Giallo                            |
| A prova d'errore | Fault-Intolerant                                            | 1990 | Isaac Asimov Science Fiction Magazine n. 1 - Gold. La fantascienza allo stato puro               | -                                 | Computer                          |
| Addio alla Terra | Good-bye to Earth                                           | 1989 | Gold. La fantascienza allo stato puro                                                            | -                                 | Esplorazione                      |
| Al principio o Come successe | How it Happened                                             | 1978 | Isaac Asimov avventure spaziali & fantasy n. 2 - Il vento è cambiato                             | -                                 | Umorismo                          |
| AL-76 | Robot AL-76 Goes Astray                                     | 1942 | Il secondo libro dei robot                                                                       | Vol. 3                            | Robot                             |
| Allucinazione | Hallucination                                               | 1985 | Gold. La fantascienza allo stato puro                                                            | -                                 | Alieni                            |
| Anello intorno al Sole | Ring Around the Sun                                         | 1938 | Asimov Story                                                                                     | Vol. 3                            | Esplorazione                      |
| Anniversario | Anniversary                                                 | 1959 | La chiave e altri misteri                                                                        | Vol. 2, parte 1                   | Multivac                          |
| Biliardo darwiniano o L'eterno interrogativo                                                                                     | Darwinian Pool Room                                         | 1950 | Urania n. 3 - Testi e note                                                                       | -                                 | Bomba atomica                     |
| Bugiardo! | Liar!                                                       | 1941 | Io, robot                                                                                        | -                                 | Robot (Calvin)                    |
| Buon gusto o Questione di buon gusto                                                                                             | Good Taste                                                  | 1976 | La rivista di Isaac Asimov n. 3 - Il vento è cambiato                                            | -                                 | Politica/Sociologia               |
| Caccia grossa | Big Game                                                    | 1936 | Alba del domani                                                                                  | -                                 | Viaggi nel Tempo                  |
| Cal | Cal                                                         | 1990 | Gold. La fantascienza allo stato puro                                                            | -                                 | Robot                             |
| Certezza di esperto | Point of View                                               | 1975 | La rivista di Isaac Asimov n. 8 - Tutti i miei robot                                             | -                                 | Multivac                          |
| Che cos'è un nome? o Morte di una bionda                                                                                         | What's in a Name o Death of a Honey-Blonde                  | 1956 | La chiave e altri misteri                                                                        | Vol. 3                            | Giallo                            |
| Che cosa importa a un'ape? o Come le api                                                                                         | Does a Bee Care?                                            | 1957 | Nova SF* a. IV n. 30 Primo contatto - Testi e note                                               | -                                 | Alieni                            |
| Che tu te ne prenda cura o Perché tu ti ricordi di lui                                                                           | That Thou Art Mindful of Him                                | 1974 | Fantascienza n. 1 - Antologia del bicentenario                                                   | Vol. 2, parte 2                   | Robot (Calvin)                    |
| Chiazze verdi o Missione nell'iperspazio o Missionario incompreso                                                                | Green Patches o Misbegotten Missionary                      | 1950 | Urania n. 13 - Antologia personale                                                               | Vol. 1, parte 2                   | Alieni                            |
| Circolo vizioso o Girotondo | Runaround                                                   | 1942 | Io, robot                                                                                        | -                                 | Robot (Donovan & Powell)          |
| Coltura microbica o Cultura batterica o Ceppo, Uomo                                                                              | Breeds There a Man...?                                      | 1951 | Dodici volte domani - Antologia personale - Le grandi storie della fantascienza 13               | Vol. 1, parte 2                   | Alieni                            |
| Condanna a morte | Death Sentence                                              | 1943 | Galassia n. 77 ... di tutti i futuri del mondo - Asimov Story                                    | Vol. 2, parte 1                   | Alieni                            |
| Condotto C o La fossa | C-Chute                                                     | 1951 | Urania n. 12 - Antologia personale                                                               | Vol. 1, parte 2                   | Alieni                            |
| Conflitto evitabile o Il Conflitto evitabile                                                                                     | The Evitable Conflict                                       | 1950 | Io, robot                                                                                        | -                                 | Computer (Calvin)                 |
| Playboy e il dio limaccioso o Playboy e il dio bavoso                                                                            | What is This Thing Called Love? o Playboy and the Slime God | 1961 | Dodici volte domani - Antologia personale                                                        | Vol. 1, parte 2                   | Alieni                            |
| Così non va | Too Bad!                                                    | 1989 | Visioni di robot                                                                                 | -                                 |                                   |
| Crisi 2000 |                                                             |      | Scienza Duemila a. II n. 3                                                                       | -                                 |                                   |
| Crumiro o Rompisciopero | Strikebreaker                                               | 1957 | Galassia n. 77 - Antologia personale - Le grandi storie della fantascienza 19                    | Vol. 1, parte 2                   | Politica/Sociologia               |
| Cuore di donna | A Woman's Heart                                             | 1957 | Nova SF* a. XIII n. 30                                                                           | -                                 |                                   |
| Da sinistra a destra | Left to Right                                               | 1987 | Gold. La fantascienza allo stato puro                                                            | -                                 | Invenzioni/Scoperte               |
| Delizia a quattro mani | Half-backed Publishers Delight                              | 1974 | Il meglio di IF n. 3                                                                             | -                                 |                                   |
| Diradamento selettivo | The Winnowing                                               | 1976 | Antologia del bicentenario                                                                       | -                                 |                                   |
| Diritti d'autore | Author! Author!                                             | 1964 | Asimov Story                                                                                     | -                                 |                                   |
| Diritto di voto o Il giorno dell'elezione od Oggi si vota                                                                        | Franchise                                                   | 1955 | Galaxy a. V n. 12 - La Terra è abbastanza grande                                                 | Vol. 1, parte 1                   | Multivac                          |
| E se...? o Il signor E SE | What If…                                                    | 1952 | Dodici volte domani - Antologia personale                                                        | Vol. 1, parte 2                   | Fantastico                        |
| Ereditarietà | Heredity                                                    | 1941 | Asimov Story                                                                                     | Vol. 3                            | Esplorazione                      |
| Esilio sull'inferno | Exile to Hell                                               | 1968 | Testi e note                                                                                     | Vol. 2, parte 2                   | Politica/Sociologia               |
| Esplorazione vegetale | Each an Explorer                                            | 1956 | Testi e note                                                                                     | Vol. 2, parte 1                   | Alieni                            |
| Essere razionale o Secondo ragione                                                                                               | Reason                                                      | 1941 | Io, robot                                                                                        | -                                 | Robot (Donovan & Powell)          |
| Everest | Everest                                                     | 1953 | Testi e note                                                                                     | -                                 | Alieni                            |
| Fantasma legale o Diritti legali                                                                                                 | Legal Rites                                                 | 1950 | Cosmo n. 140 - Asimov Story                                                                      | -                                 |                                   |
| Feghoot e la giustizia | Feghoot and the Courts                                      | 1986 | Gold. La fantascienza allo stato puro                                                            | -                                 | Umorismo                          |
| Finalmente | Think!                                                      | 1977 | La rivista di Isaac Asimov n. 1 - Tutti i miei robot                                             | -                                 | Computer                          |
| Fino alla quarta generazione o Alle dieci del mattino                                                                            | Unto the Fourth Generation                                  | 1959 | Dodici volte domani - Antologia personale                                                        | Vol. 1, parte 2                   | Fantastico                        |
| Frustrazione | Frustration                                                 | 1991 | Gold. La fantascienza allo stato puro                                                            | -                                 | Computer                          |
| Gatto temporale | Time Pussy                                                  | 1942 | Asimov Story                                                                                     | Vol. 3                            | Fantastico                        |
| Homo Sol | Homo Sol                                                    | 1940 | Asimov Story                                                                                     | Vol. 3                            | Trilogia dell'Homo Sol            |
| I fondatori | Founding Father                                             | 1965 | Strage nel cretaceo e altri racconti - Testi e note                                              | Vol. 2, parte 2                   | Esplorazione                      |
| I nobili avvoltoi o Gli avvoltoi sensibili                                                                                       | The Gentles Vultures                                        | 1957 | Dodici volte domani                                                                              | Vol. 1, parte 1                   | Bomba atomica                     |
| Il barzellettiere o Il cantastorielle o Il burlone o Il topo che ride o Una barzelletta divertente                               | Jokester                                                    | 1956 | Galaxy n. 62 - La Terra è abbastanza grande                                                      | Vol. 1, parte 1                   | Multivac                          |
| Il bene più grande | The Greatest Assett                                         | 1972 | Testi e note                                                                                     | Vol. 2, parte 2                   | Politica/Sociologia               |
| Il correttore di bozze o Il robot che leggeva le bozze                                                                           | Galley Slave                                                | 1957 | Galaxy a. II n. 8 - Il secondo libro dei robot                                                   | Vol. 2, parte 1                   | Robot (Calvin)                    |
| Il passato è morto o Il cronoscopio                                                                                              | The Dead Past                                               | 1956 | Galassia n. 22 - La Terra è abbastanza grande                                                    | Vol. 1, parte 1                   | Viaggi nel tempo                  |
| Il dito della scimmia | The Monkey's Finger                                         | 1953 | Testi e note                                                                                     | Vol. 2, parte 1                   | Invenzioni/Scoperte               |
| Il divino Alessandro | Alexander the God                                           | 1989 | Gold. La fantascienza allo stato puro                                                            | -                                 | Computer                          |
| Il fedele amico dell'uomo | A Boy Best Friend                                           | 1975 | Tutti i miei robot                                                                               | -                                 | Robot                             |
| Il fratellino | Kid Brother                                                 | 1990 | Isaac Asimov Science Fiction Magazine n. 1 - Gold. La fantascienza allo stato puro               | -                                 | Robot                             |
| Il fuoco infernale | Hell-fire                                                   | 1956 | La Terra è abbastanza grande                                                                     | Vol. 1, parte 1                   | Bomba atomica                     |
| Il giorno dei cacciatori | Day of the Hunters                                          | 1950 | Testi e note                                                                                     | Vol. 2, parte 1                   | Viaggi nel tempo                  |
| Il guardiano della fiamma | Black Friar of the Flame                                    | 1942 | Asimov Story                                                                                     | Vol. 3                            | Alieni                            |
| Il magnifico possesso | The Magnificent Possession                                  | 1940 | Asimov Story                                                                                     | Vol. 3                            | Invenzioni/Scoperte               |
| Il messaggio | The Message                                                 | 1956 | La Terra è abbastanza grande                                                                     | Vol. 1, parte 1                   | Viaggi nel tempo                  |
| Il robot scomparso o Il piccolo robot perduto                                                                                    | Little Lost Robot                                           | 1947 | Io, robot                                                                                        | -                                 | Robot (Calvin)                    |
| Il Segregazionista | Segregationist                                              | 1967 | Il terzo libro delle metamorfosi - Tutti i miei robot                                            | Vol. 1, parte 2                   | Robot                             |
| Il senso segreto | The Secret Sense                                            | 1941 | Asimov Story                                                                                     | Vol. 3                            | Alieni                            |
| Il sorriso del chipper | The Smile of the Chipper                                    | 1988 | Isaac Asimov Science Fiction Magazine n. 1 - Gold. La fantascienza allo stato puro               | -                                 | Invenzioni/Scoperte               |
| Il vento è cambiato | The Winds of Change                                         | 1982 | Il vento è cambiato                                                                              | -                                 | Viaggi nel tempo                  |
| Immagine speculare | Mirror Image                                                | 1972 | Il meglio di Asimov                                                                              | Vol. 2, parte 2                   | Robot (Baley)                     |
| Iniziativa personale o Il robot multiplo                                                                                         | Catch the Rabbit                                            | 1944 | Io, robot                                                                                        | -                                 | Robot (Donovan & Powell)          |
| Inno di battaglia | Battle-Hymn                                                 | 1995 | Gold. La fantascienza allo stato puro                                                            | -                                 | Politica/Sociologia               |
| Inserire il lato A nell'incastro B                                                                                               | Insert Knob A in Hole B                                     | 1957 | Antologia personale                                                                              | Vol. 1, parte 2                   | Robot                             |
| Instabilità | The Instability                                             | 1989 | Gold. La fantascienza allo stato puro                                                            | -                                 | Viaggi nel tempo                  |
| Intuito femminile | Feminine Intuition                                          | 1969 | Nova SF* a. VI n. 20 - Il secondo libro dei robot                                                | Vol. 2, parte 2                   | Robot (Calvin)                    |
| Invecchia con me o Paria dei cieli prima versione                                                                                | Grow Old With Me                                            | 1947 | Fantasimov                                                                                       | Vol. 3                            | Viaggi nel tempo                  |
| Junior o Qui non c'è nessuno | Nobody Here But…                                            | 1953 | Dodici volte domani - Antologia personale                                                        | Vol. 1, parte 2                   | Computer                          |
| La campana canora o Il dottor Urth, investigatore                                                                                | The Singing Bell                                            | 1955 | Rotostrada n. 20 - La chiave e altri misteri                                                     | Vol. 2, parte 1                   | Giallo (Urth)                     |
| La chiave o L'agente e il professore                                                                                             | The Key                                                     | 1966 | Il libro del Servizio Segreto - La chiave e altri misteri                                        | Vol. 2, parte 2                   | Giallo (Urth)                     |
| La corsa della regina rossa | The Red Queen's Race                                        | 1949 | Asimov Story                                                                                     | Vol. 2, parte 1                   | Viaggi nel tempo                  |
| La faccia di Orloff | Not-Final                                                   | 1941 | Asimov Story                                                                                     | Vol. 2, parte 1                   | Invenzioni/Scoperte               |
| La fine dell'eternità (prima versione)                                                                                           | The End of Eternity                                         | 1954 | Fantasimov                                                                                       | Vol. 3                            | Viaggi nel tempo                  |
| La luce delle stelle | Star Light                                                  | 1962 | La chiave e altri misteri                                                                        | Vol. 2, parte 2                   | Esplorazione                      |
| La macchina che vinse la guerra                                                                                                  | The Machine that Won the War                                | 1961 | Panorama n. 35 - Antologia personale                                                             | Vol. 1, parte 2                   | Multivac                          |
| La minaccia di Callisto | The Callistan Menace                                        | 1940 | Asimov Story                                                                                     | Vol. 3                            | Alieni                            |
| La nebbia | The Covenant                                                | 1960 | Gamma n. 15                                                                                      | -                                 |                                   |
| La notte morente o Conclusione errata o La morte della notte                                                                     | The Dying Night                                             | 1956 | Galassia n. 27 - La Terra è abbastanza grande                                                    | Vol. 1, parte 1                   | Giallo (Urth)                     |
| La palla da biliardo | The Billiard Ball                                           | 1967 | Metà A metà B - La chiave e altri misteri                                                        | Vol. 2, parte 2                   | Invenzioni/Scoperte               |
| La pausa | The Pause                                                   | 1954 | Testi e note                                                                                     | -                                 | Bomba atomica                     |
| La pergamena | Button, Button                                              | 1953 | Testi e note                                                                                     | -                                 | Viaggi nel tempo                  |
| La pietra parlante | The Talking Stone                                           | 1955 | La chiave e altri misteri                                                                        | Vol. 2, parte 1                   | Giallo (Urth)                     |
| La polvere della morte o Polvere di morte                                                                                        | The Dust of Death                                           | 1957 | Metà A metà B - La chiave e altri misteri                                                        | -                                 | Giallo                            |
| La prima legge | First Law                                                   | 1956 | Il secondo libro dei robot                                                                       | Vol. 3                            | Robot (Donovan & Powell)          |
| La professione o Struttura anomala                                                                                               | Profession                                                  | 1957 | Galassia n. 22 - La Terra è abbastanza grande                                                    | Vol. 1, parte 1                   | Invenzioni/Scoperte               |
| La prova o L'evidenza | Evidence                                                    | 1946 | Io, robot                                                                                        | Vol. 2, parte 1                   | Robot (Calvin)                    |
| La scommessa | Sure Thing                                                  | 1977 | La rivista di Isaac Asimov, n. 2 - Le migliori opere di fantascienza                             | -                                 |                                   |
| La stanza chiusa o Patto col diavolo                                                                                             | The Brazen Locked Room o Gimmicks three                     | 1956 | Galaxy n. 58 - La Terra è abbastanza grande                                                      | Vol. 1, parte 1                   | Fantastico                        |
| La tiotimolina fra le stelle | Thiotimoline to the Stars                                   | 1973 | Testi e note                                                                                     | -                                 | Invenzioni/Scoperte               |
| La tromba del giudizio o Il giudizio universale o L'ultima tromba                                                                | The Last Trump                                              | 1957 | Nova SF* a. V n. 16 - La Terra è abbastanza grande                                               | Vol. 1, parte 1                   | Fantastico                        |
| La vita e i tempi di Multivac | The Life and Times of Multivac                              | 1975 | Antologia del bicentenario                                                                       | Vol. 2, parte 2                   | Multivac                          |
| L'abisso o Profondità o Le grandi caverne                                                                                        | The Deep                                                    | 1952 | Maledetti marziani - Il meglio di Asimov - Urania - Gamma                                        | Vol. 2, parte 1                   |                                   |
| L'apparecchio Holmes-Ginsbook | The Holmes-Ginsbook                                         | 1968 | Il seme tra le stelle                                                                            | -                                 |                                   |
| L'arma troppo terribile per essere usata                                                                                         | The Weapon Too Dreadfull to Use                             | 1939 | Asimov Story                                                                                     | Vol. 3                            | Alieni                            |
| Le idee sono dure a morire o Dure a morire                                                                                       | Ideas Die Hard                                              | 1957 | Galaxy a. I n. 3 - La Terra è abbastanza grande - Il vento è cambiato                            | -                                 | Esplorazione                      |
| Le matricole | The Hazing                                                  | 1942 | Asimov Story                                                                                     | -                                 | Trilogia dell'Homo Sol            |
| Lenny | Lenny                                                       | 1958 | Dodici volte domani - Il secondo libro dei robot                                                 | Vol. 2, parte 1                   | Robot (Calvin)                    |
| Luciscultura o Le sculture di luce                                                                                               | Light Verse                                                 | 1973 | Testi e note                                                                                     | Vol. 2, parte 2                   | Robot                             |
| L'ultima domanda | The Last Question                                           | 1956 | Racconti in tempo irreale. Il calcolatore nella fantascienza - Le migliori opere di fantascienza | Vol. 1, parte 1                   | Multivac                          |
| L'ultima navetta | The Last Shuttle                                            | 1981 | Il vento è cambiato                                                                              | -                                 | Esplorazione                      |
| L'ultima risposta | The Last Answer                                             | 1980 | Il vento è cambiato                                                                              | -                                 | Fantastico                        |
| L'ultimo nato o Il brutto ragazzetto                                                                                             | The Ugly Little Boy o Last Born                             | 1958 | Galaxy a. I n. 6 - Le migliori opere di fantascienza                                             | Vol. 1, parte 1                   | Viaggi nel tempo                  |
| L'unico modo | The Proper Study                                            | 1968 | Testi e note                                                                                     | -                                 | Invenzioni/Scoperte               |
| L'uomo bicentenario | The Bicentennial Man                                        | 1976 | Antologia del bicentenario                                                                       | Vol. 2, parte 2                   | Robot                             |
| Madre Terra | Mother Earth                                                | 1949 | Gamma n. 72 - Asimov Story                                                                       | Vol. 3                            | Politica/Sociologia               |
| Maledetti marziani o Il destino di Marte o Gli anelli di Saturno o Le acque di Saturno o Alla maniera marziana o La via marziana | The Martian Way                                             | 1952 | Urania n. 7 - Maledetti marziani                                                                 | Vol. 2, parte 1                   | Esplorazione                      |
| Marcia di santi | Marching In                                                 | 1976 | Antologia del bicentenario                                                                       | Vol. 2, parte 2                   | Invenzioni/Scoperte               |
| Meccanismo di fuga o Evasione | Escape!                                                     | 1945 | Io, robot                                                                                        | Vol. 3                            | Robot (Calvin - Donovan & Powell) |
| Meglio non farlo | Let's Not                                                   | 1954 | Testi e note                                                                                     | -                                 | Bomba atomica                     |
| Mezzosangue | Half-Breed                                                  | 1940 | Asimov Story                                                                                     | Vol. 3                            | Esplorazione                      |
| Mezzosangue su Venere | Half-Breed on Venus                                         | 1940 | Asimov Story                                                                                     | Vol. 3                            | Esplorazione                      |
| Mio figlio, il fisico | My Son the Physicist                                        | 1962 | Antologia personale                                                                              | Vol. 1, parte 2                   | Esplorazione                      |
| Molto per niente | About Nothing                                               | 1977 | La rivista di Isaac Asimov n. 2                                                                  | -                                 |                                   |
| Morte di un foy | Death of a Foy                                              | 1980 |                                                                                                  | -                                 |                                   |
| Mosche o Il re delle mosche | Flies                                                       | 1953 | I fabbricanti di schiavi - Antologia personale                                                   | Vol. 1, parte 2                   | Fantastico                        |
| Nascita di una nozione | Birth of a Notion                                           | 1976 | Antologia del bicentenario                                                                       | -                                 |                                   |
| Natale senza Rodney | Christmas Without Rodney                                    | 1988 | Visioni di robot                                                                                 | -                                 |                                   |
| Natale su Ganimede | Christmas on Ganymede                                       | 1954 | Asimov Story                                                                                     | Vol. 3                            | Alieni                            |
| Naufragio al largo di Vesta | Marooned off Vesta                                          | 1939 | La chiave e altri misteri                                                                        | Vol. 3                            | Esplorazione                      |
| Nazioni nello spazio | The Nations in Space                                        | 1995 | Gold. La fantascienza allo stato puro                                                            | -                                 | Politica/Sociologia               |
| Necrologio | Obituary                                                    | 1959 | La casa della vita e della morte - La chiave e altri misteri                                     | Vol. 2, parte 1                   | Viaggi nel tempo                  |
| Nel canyon | In the Canyon                                               | 1990 | Gold. La fantascienza allo stato puro                                                            | -                                 | Esplorazione                      |
| Nel mondo dei sogni | Dreamworld                                                  | 1955 | Le migliori opere di fantascienza                                                                | -                                 |                                   |
| Nessuna relazione | No Connection                                               | 1948 | Asimov Story                                                                                     | Vol. 3                            |                                   |
| Niente per niente | Nothing for Nothing                                         | 1979 | La rivista di Isaac Asimov n. 7 - Il vento è cambiato                                            | -                                 | Alieni                            |
| Notturno o Cade la notte | Nightfall                                                   | 1941 | Fantascienza: terrore o verità? - Antologia personale                                            | Vol. 1, parte 2                   |                                   |
| Nove volte sette o Ragazzi, ricordate le tabelline? o Il senso del potere                                                        | The Feeling of Power                                        | 1958 | Le meraviglie del possibile - Le migliori opere di fantascienza                                  | Vol. 1, parte 1                   | Invenzioni/Scoperte               |
| Nulla! | Blank!                                                      | 1957 | Testi e note                                                                                     | -                                 | Viaggi nel tempo                  |
| Occhi non soltanto per vedere o L'età della Luna o Più che vedere                                                                | Eyes Do More Than See                                       | 1965 | Antologia personale                                                                              | Vol. 1, parte 2                   |                                   |
| Onorate l'altissimo poeta | The Immortal Bard                                           | 1954 | La Terra è abbastanza grande                                                                     | Vol. 1, parte 1                   | Viaggi nel tempo                  |
| Oro | Gold                                                        | 1991 | Gold. La fantascienza allo stato puro                                                            | -                                 | Invenzioni/Scoperte               |
| Ospite o L'ospite o L'inviato di altri mondi                                                                                     | Hostess                                                     | 1951 | La morte azzurra - Antologia personale                                                           | Vol. 1, parte 2                   | Alieni                            |
| Parola chiave | Key Item                                                    | 1968 | Testi e note                                                                                     | Vol. 2, parte 2                   | Multivac                          |
| Paté de foie gras | Pâté de foie gras                                           | 1956 | Solo un trilione - La chiave e altri misteri                                                     | Vol. 2, parte 1                   | Invenzioni/Scoperte               |
| Pendolarità o Oscillazione | Trends                                                      | 1939 | Asimov Story                                                                                     | Vol. 3                            | Esplorazione                      |
| Per gli uccelli o Un paio d'ali                                                                                                  | For the Birds                                               | 1980 | Il vento è cambiato                                                                              | -                                 | Invenzioni/Scoperte               |
| Per una buona causa o In una buona causa                                                                                         | In a Good Cause…                                            | 1951 | Dodici volte domani - Antologia personale                                                        | Vol. 1, parte 2                   | Politica/Sociologia               |
| Persuasione o Roger o della gravità                                                                                              | Belief                                                      | 1953 | Urania - Il vento è cambiato - Fantasimov                                                        | Vol. 3                            | Invenzioni/Scoperte               |
| Pets | It is Coming                                                | 1979 | Il vento è cambiato                                                                              | -                                 | Multivac                          |
| Pianeta comprasi o Per Giove | Buy Jupiter                                                 | 1958 | Nova SF* a. II n. 6 - Testi e note                                                               | -                                 | Alieni                            |
| Potenziale o Il sogno segreto del telepate                                                                                       | Potential                                                   | 1983 | Futura n. 12                                                                                     | -                                 |                                   |
| Proprietà endocroniche della tiotimolina risublimata o Le meravigliose proprietà della tiotimolina                               | The Endochronic Properties of Resublimated Thiotimoline     | 1948 | Solo un trilione - Asimov Story                                                                  | Vol. 3                            | Invenzioni/Scoperte               |
| Punto di accensione | Ignition Point!                                             | 1981 | Il vento è cambiato                                                                              | -                                 | Computer                          |
| Quantità immaginarie o L'immaginario                                                                                             | The Imaginary                                               | 1942 | Asimov Story                                                                                     | Vol. 3                            | Trilogia dell'Homo Sol            |
| Quanto si divertivano o Chissà come si divertivano                                                                               | The Fun They Had!                                           | 1951 | L'altare a mezzanotte - La Terra è abbastanza grande                                             | Vol. 1, parte 1                   | Robot                             |
| Questi giovani | Youth                                                       | 1952 | Gamma n. 14 - Maledetti marziani                                                                 | -                                 |                                   |
| Razza di deficienti! | Silly Asses                                                 | 1958 | Testi e note                                                                                     | -                                 | Bomba atomica                     |
| Rischio | Risk                                                        | 1955 | Il secondo libro dei robot                                                                       | Vol. 3                            | Robot (Calvin)                    |
| Roba da bambini o Roba da ragazzi                                                                                                | Kid Stuff                                                   | 1953 | Galaxy n. 57 - La Terra è abbastanza grande                                                      | Vol. 1, parte 1                   | Fantastico                        |
| Robbie o Uno strano compagno di giochi                                                                                           | Robbie                                                      | 1940 | Io, robot                                                                                        | -                                 | Robot                             |
| S, come Zebatinsky o Pronunciare con la S                                                                                        | Spell My Name With an S (S as in Zebatinsky)                | 1958 | Galaxy n. 64 - Le migliori opere di fantascienza                                                 | Vol. 1, parte 1                   | Fantastico                        |
| Sabotatore terrestre | To Tell at a Glance                                         | 1977 | Il vento è cambiato                                                                              | -                                 | Giallo                            |
| Sally o La fattoria delle veterane                                                                                               | Sally                                                       | 1953 | Dodici volte domani - Antologia personale                                                        | Vol. 1, parte 2                   | Robot                             |
| Scià Guido G | Shah Guido G.                                               | 1951 | Testi e note                                                                                     | -                                 |                                   |
| Se saremo uniti o Uniamoci | Let's Get Together                                          | 1957 | Dodici volte domani - Il secondo libro dei robot                                                 | Vol. 2, parte 1                   | Robot                             |
| Si prende un fiammifero... | Take a Match                                                | 1972 | Testi e note                                                                                     | Vol. 2, parte 2                   | Esplorazione                      |
| Sistema antiquato | Old-Fashioned                                               | 1976 | Antologia del bicentenario                                                                       | Vol. 2, parte 2                   | Esplorazione                      |
| Soddisfazione garantita o Consolazione garantita o La moglie e il robot                                                          | Satisfaction Guaranteed                                     | 1951 | Novella a. XLVII n. 3 - Il secondo libro dei robot                                               | Vol. 1, parte 1                   | Robot (Calvin)                    |
| Sognare è una faccenda privata                                                                                                   | Dreaming is a Private Thing                                 | 1955 | La Terra è abbastanza grande                                                                     | Vol. 1, parte 1                   | Invenzioni/Scoperte               |
| Sogni di robot | Robot Dreams                                                | 1986 | Sogni di robot                                                                                   | -                                 |                                   |
| Spazio vitale | Living Space                                                | 1956 | Galaxy n. 60 - La Terra è abbastanza grande                                                      | Vol. 1, parte 1                   | Invenzioni/Scoperte               |
| Storia | History                                                     | 1941 | Asimov Story                                                                                     | Vol. 3                            | Alieni                            |
| Straniero in paradiso | Stranger in Paradise                                        | 1974 | Robot n. 6 - Antologia del bicentenario                                                          | Vol. 2, parte 2                   | Robot                             |
| Stregone moderno o Un mago moderno                                                                                               | The Up-To-Date Sorcerer                                     | 1958 | Fantasia e Fantascienza n. 10 - Antologia personale                                              | Vol. 1, parte 2                   | Fantastico                        |
| Superneutrone | Super-Neutron                                               | 1941 | Asimov Story                                                                                     | Vol. 3                            | Invenzioni/Scoperte               |
| Thespis o Scambio conveniente | Fair Exchange?                                              | 1978 | Isaac Asimov avventure spaziali & fantasy n. 1 - Il vento è cambiato                             | -                                 | Viaggi nel tempo                  |
| The Weapon |                                                             |      | Io, Asimov, vol. 1 1920-1954                                                                     | -                                 |                                   |
| Trappola per merli o Un universo troppo grande                                                                                   | Sucker Bait                                                 | 1954 | Gli Astri Morti - Maledetti marziani                                                             | -                                 |                                   |
| Tricentenario | The Tercentenary Incident                                   | 1976 | Antologia del bicentenario                                                                       | Vol. 2, parte 2                   | Robot                             |
| Trovati o scambio sconveniente                                                                                                   | Found!                                                      | 1978 | Il vento è cambiato                                                                              | -                                 | Alieni                            |
| Tutti i guai del mondo o Tutti i problemi del mondo                                                                              | All the Troubles of the World                               | 1958 | Fantascienza della crudeltà - Le migliori opere di fantascienza                                  | Vol. 1, parte 1                   | Multivac                          |
| Un giorno... o Il piccolo bardo                                                                                                  | Someday                                                     | 1956 | Dodici volte domani - La Terra è abbastanza grande                                               | Vol. 1, parte 1                   | Robot                             |
| Un posto acquitrinoso | The Watery Place                                            | 1956 | Tutti i racconti, vol. 1                                                                         | Vol. 1, parte 1                   | Alieni                            |
| Una così bella giornata o È una bellissima giornata                                                                              | It's Such a Beautiful Day                                   | 1954 | Racconti di fantascienza - Antologia personale                                                   | Vol. 1, parte 2                   | Invenzioni/Scoperte               |
| Una questione di memoria o Memoria istantanea                                                                                    | Lest We Remember                                            | 1982 | Isaac Asimov rivista di fantascienza n. 8 - Il vento è cambiato                                  | -                                 | Invenzioni/Scoperte               |
| Una statua per papà | A Statue for Father                                         | 1959 | Testi e note                                                                                     | Vol. 2, parte 1                   | Viaggi nel tempo                  |
| Vasto mondo o Della luna, del mare e del cielo                                                                                   | Waterclap                                                   | 1970 | Nova SF* a. VI n. 18 - Antologia del bicentenario                                                | -                                 |                                   |
| Vero amore | True Love                                                   | 1977 | La rivista di Isaac Asimov n. 5 - Tutti i miei robot                                             | -                                 | Computer                          |
| Vicolo cieco | Blind Alley                                                 | 1945 | Asimov Story                                                                                     | Vol. 2, parte 1                   | Alieni                            |
| Visioni di robot | Robot Visions                                               | 1990 | Visioni di robot                                                                                 | -                                 |                                   |
| Vittoria involontaria o ZZ1-ZZ2-ZZ3 o Esseri superiori                                                                           | Victory Unintentional                                       | 1942 | Scienza Fantastica Vol. II n. 2 - Il secondo libro dei robot                                     | Vol. 3                            | Alieni - Robot                    |
| Zucchero filato | Rain, Rain, Go Away                                         | 1959 | Testi e note                                                                                     | Vol. 2, parte 2                   | Umorismo                          |

## Fantasy

### Raccolte di racconti
- Azazel (Azazel, 1988)
- Magic (Magic, 1996)

#### Racconti
- Al vincitore (To the victor, 1982), in Azazel
- Alla tua salute (To your health, 1989), in Magic
- Chi viaggia più svelto (He travels the fastest, 1985), in Azazel
- Ciò che lo spirito va costruendo (The mind's construction, 1986), in Azazel
- Ci sono più cose in cielo che in terra (More Things in Heaven and Earth, 1986), in Isaac Asimov Science Fiction Magazine n.1 e I racconti inediti
- Due centimetri di demone (To the Victor, 1988), in Azazel
- È un lavoro (It's a job, 1991), in I racconti inediti e Magic
- Galatea (Galatea, 1987), in Azazel
- I danni dell'alcool (The evil drink does, 1984), in Azazel
- Il canto di una notte o Microdemone A (One night of song , 1982), in Il vento è cambiato e Azazel
- Il critico nel caminetto (The critic on the Hearth, 1992), in Magic
- Il principe delizioso e il drago senza fiamma (Prince delightful and the flameless dragon, 1991), in Magic
- Il salvataggio rimandato (Saving humani, 1983), in Azazel
- Il sorriso perdente o Microdemone B (The smile that loses , 1982), in Il vento è cambiato e Azazel
- Il viaggiatore nel tempo (The time traveler, 1990), in Magic
- Il vino è schernitore (Wine is a mocker, 1990), in Magic
- In marcia contro il nemico (March against the foe, 1994), in Magic
- La favola dei tre principi (The fable of the three princes, 1987), in Magic
- La logica è logica (Logic is logic, 1985), in Azazel
- Le lotte di primavera (The fights of spring, 1986), in Azazel
- L'occhio di chi guarda (The eye of the beholder, 1985), in Azazel
- L'omino della metropolitana (The little man on the subway, 1941), in Asimov Story
- Lo scienziato pazzo (The mad scientist, 1989), in Magic
- Ma che freddo fa (Baby, It's cold outside, 1991), in Magic
- Più cose in cielo e in terra (More things in heaven and Earth, 1986), in Azazel
- Sfrecciando nella neve (Dashing through the snow, 1984), in Azazel
- Tempo per scrivere (Writing time, 1984), in Azazel
- Un rombo soffocato (The dim rumble, 1982), in Azazel
- Un volo di fantasia (Flight of fancy, 1988), in Azazel
- Una questione di principio (A matter of principle, 1984), in Azazel

## Gialli

### Serie dei Vedovi Neri
1. I racconti dei Vedovi Neri (Tales of the Black Widowers, 1974)
2. Largo ai Vedovi Neri o Dodici casi per i Vedovi Neri (More Tales of the Black Widowers, 1976)
3. Il club dei Vedovi Neri (Casebook of the Black Widowers, 1980)
4. I banchetti dei Vedovi Neri (Banquets of the Black Widowers, 1984)
5. Gli enigmi dei Vedovi Neri (Puzzles of the Black Widowers, 1990)
6. Il ritorno dei Vedovi Neri (Return of the Black Widowers, 2003)

#### Racconti singoli sui Vedovi Neri
- Direzione nordovest (Northwestward, 1989), in Magic
- L'elemento mancante (The missing item, 1977), in La rivista di Isaac Asimov n.4 o Manca qualcosa in Il problema marziano
- Venerdi 13 (Friday the Thirteenth, 1976), in Il dilemma di Benedetto XVI
- L'estremo delitto (The Ultimate Crime, 1976), in Sherlock Holmes nel tempo e nello spazio
- Guardando indietro (The Backward Look, 1979), in La rivista di Isaac Asimov n.9

### Raccolte di racconti gialli autoconclusivi
- Gli enigmi dell'Union Club (The Union Club Mysteries, 1983)

### Romanzi autoconclusivi
- Un soffio di morte (The Death Dealers o A Whiff of Death, 1958), collana Il Giallo Mondadori n. 1060 del 25 maggio 1969, Arnoldo Mondadori Editore.
- Rompicapo in quattro giornate (Murder at the A.B.A. o Authorized Murder, 1976), collana Il Giallo Mondadori n. 1479 del 5 giugno 1977, Arnoldo Mondadori Editore

### Raccolte create per il mercato italiano
- Il giallo è servito - raccoglie Rompicapo in quattro giornate, Il club dei Vedovi Neri e I banchetti dei Vedovi Neri

## Letteratura per l'infanzia

### Lucky Starr
1. Lucky Starr, il vagabondo dello spazio (David Starr, space ranger, 1952)
2. Lucky Starr e i pirati degli asteroidi (Lucky Starr and the pirates of the asteroids, 1953)
3. Lucky Starr e gli oceani di Venere (Lucky Starr and the oceans of Venus, 1954)
4. Lucky Starr e il grande sole di Mercurio (Lucky Starr and the big sun of Mercury, 1956)
5. Lucky Starr e le lune di Giove (Lucky Starr and the moons of Jupiter, 1957)
6. Lucky Starr e gli anelli di Saturno (Lucky Starr and the rings of Saturn, 1958)

#### Titoli alternativi
- David Star e il cacciatore dello spazio - Lucky Starr, il vagabondo dello spazio
- Veleno per la terra - Lucky Starr, il vagabondo dello spazio
- Uomini - David Star e il cacciatore dello spazio + Lucky Starr e i pirati degli asteroidi
- Astronavi - Lucky Starr e gli oceani di Venere + Lucky Starr e le lune di Giove
- Robot - Lucky Starr e gli anelli di Saturno + Lucky Starr e il grande sole di Mercurio

### Norby
Tetralogia composta in collaborazione con Janet Asimov.
1. Norby il robot stravagante (Norby, the Mixed-up Robot, 1983)
2. I segreti di Norby (Norby's Other Secret, 1984)
3. Norby e gli invasori (Norby and the Invaders, 1985)
4. Norby e la principessa perduta (Norby and the Lost Princess, 1986)

## Curatele editoriali
Si elencano di seguito le antologie miscellanee e le riviste di narrativa di cui Asimov è stato curatore editoriale, divise per genere. Vengono enumerate per prime le collane in più volumi, disposte in ordine cronologico a partire dalla pubblicazione del primo tomo, e di seguito i volumi singoli.

### Fantascienza

#### I premi Hugo (The Hugo Winners)
Collana curata per Doubleday, consiste di cinque volumi che riuniscono i testi brevi (novelle, racconti lunghi e racconti brevi) insigniti del Premio Hugo per la rispettiva categoria dal 1955 al 1982; le prime tre uscite coprono ciascuna un lustro, le successive due un triennio ciascuna. Il primo progetto di traduzione in italiano della collana, a opera di De Carlo Editore, non andò oltre il primo tomo.
1. I premi Hugo. Volume primo (1955/1961) (The Hugo Winners (1955-1961)), 1962. Trad. vari, Gamma. I Capolavori della Fantascienza 14, De Carlo Editore, 1974.
2. The Hugo Winners, Volume Two (1962-1969), 1971.
3. The Hugo Winners, Volume Three (1970-1975), 1977.
4. The Hugo Winners, Volume 4 (1976-1979), 1985.
5. The Hugo Winners, Volume 5 (1980-1982), 1986.

Durante lo iato fra la pubblicazione del terzo e del quarto tomo, Editrice Nord ottenne i diritti per l'Italia dei primi tre volumi e li pubblicò congiuntamente in un unico tomo omnibus, che però tagliava sette testi su trentasette:
- I Premi Hugo 1955-1975, Grandi Opere Nord 4, Editrice Nord, 1974.

Circa vent'anni dopo l'edizione Nord, Arnoldo Mondadori Editore ha pubblicato una traduzione integrale dei primi tre volumi, parcellizzata in sei tomi:
1. I premi Hugo 1955-1962, Classici Urania 201, Arnoldo Mondadori Editore, dicembre 1993.
2. I premi Hugo 1962-1966, Classici Urania 204, Arnoldo Mondadori Editore, marzo 1994.
3. I premi Hugo 1967-1968, Classici Urania 213, Arnoldo Mondadori Editore, dicembre 1994.
4. I premi Hugo 1969-1971, Classici Urania 216, Arnoldo Mondadori Editore, marzo 1995.
5. I premi Hugo 1972-1973, Classici Urania 226, Arnoldo Mondadori Editore, gennaio 1996.
6. I premi Hugo 1974-1975, Classici Urania 233, Arnoldo Mondadori Editore, agosto 1996.

La traduzione Mondadori è anche apparsa in una diversa veste editoriale che avrebbe dovuto essere scandita in soli quattro tomi, ma rimase incompiuta per la chiusura della collana che la ospitava:
1. Le grandi storie della fantascienza. Premi Hugo 1955-1963, Oscar Fantascienza 112, Arnoldo Mondadori Editore, 1994.
2. Le grandi storie della fantascienza. Premi Hugo 1964-1968, Oscar Fantascienza 116, Arnoldo Mondadori Editore, 1994.
3. Le grandi storie della fantascienza. Premi Hugo 1969-1972, Oscar Fantascienza 118, Arnoldo Mondadori Editore, 1994.

#### The New Hugo Winners
Dopo che Doubleday sospese la collana I premi Hugo, l'editore Baen Books ne lanciò sul mercato una prosecuzione ideale la cui curatela fu affidata congiuntamente ad Asimov e a Martin H. Greenberg; dopo la scomparsa di Asimov nel 1992 il progetto venne prima affidato ad altri curatori e poi sospeso dopo la quarta uscita, coprendo quindi il decennio dal 1983 al 1994.
1. The New Hugo Winners (1983-1985), 1989.
2. The New Hugo Winners, Volume II (1986-1988), 1992.
3. The New Hugo Winners, Volume III (1989-1991), a cura di Connie Willis, 1994.
4. The New Hugo Winners, Volume IV (1992-1994), a cura di Gregory Benford, 1997.

#### Le grandi storie della fantascienza (Isaac Asimov Presents the Great SF Stories)
Le grandi storie della fantascienza è la collana curata da Martin H. Greenberg per DAW Books, consiste di venticinque tomi che selezionano le migliori opere brevi di fantascienza pubblicate in ciascun biennio dal 1939-1940 al 1963-1964.
1. Le grandi storie della fantascienza 1, 1939 (Isaac Asimov presents the Great SF Stories, 1: 1939, 1979)
2. Le grandi storie della fantascienza 2, 1940 (Isaac Asimov presents the great SF stories, 2: 1940, 1979)
3. Le grandi storie della fantascienza 3, 1941 (Isaac Asimov presents the great SF stories, 3: 1941, 1980)
4. Le grandi storie della fantascienza 4, 1942 (Isaac Asimov presents the great SF stories, 4: 1942, 1980)
5. Le grandi storie della fantascienza 5, 1943 (Isaac Asimov presents the great SF stories, 5: 1943, 1981)
6. Le grandi storie della fantascienza 6, 1944 (Isaac Asimov presents the great SF stories, 6: 1944, 1981)
7. Le grandi storie della fantascienza 7, 1945 (Isaac Asimov presents the great SF stories, 7: 1945, 1982)
8. Le grandi storie della fantascienza 8, 1946 (Isaac Asimov presents the great SF stories, 8: 1946, 1982)
9. Le grandi storie della fantascienza 9, 1947 (Isaac Asimov presents the great SF stories, 9: 1947, 1983)
10. Le grandi storie della fantascienza 10, 1948 (Isaac Asimov presents the great SF stories, 10: 1948, 1983)
11. Le grandi storie della fantascienza 11, 1949 (Isaac Asimov presents the great SF stories, 11: 1949, 1984)
12. Le grandi storie della fantascienza 12, 1950 (Isaac Asimov presents the great SF stories, 12: 1950, 1984)
13. Le grandi storie della fantascienza 13, 1951 (Isaac Asimov presents the great SF stories, 13: 1951, 1985)
14. Le grandi storie della fantascienza 14, 1952 (Isaac Asimov presents the great SF stories, 14: 1952, 1986)
15. Le grandi storie della fantascienza 15, 1953 (Isaac Asimov presents the great SF stories, 15: 1953, 1987)
16. Le grandi storie della fantascienza 16, 1954 (Isaac Asimov presents the great SF stories, 16: 1954, 1988)
17. Le grandi storie della fantascienza 17, 1955 (Isaac Asimov presents the great SF stories, 17: 1955, 1988)
18. Le grandi storie della fantascienza 18, 1956 (Isaac Asimov presents the great SF stories, 18: 1956, 1988)
19. Le grandi storie della fantascienza 19, 1957 (Isaac Asimov presents the great SF stories, 19: 1957, 1989)
20. Le grandi storie della fantascienza 20, 1958 (Isaac Asimov presents the great SF stories, 20: 1958, 1990)
21. Le grandi storie della fantascienza 21, 1959 (Isaac Asimov presents the great SF stories, 21: 1959, 1990)
22. Le grandi storie della fantascienza 22, 1960 (Isaac Asimov presents the great SF stories, 22: 1960, 1991)
23. Le grandi storie della fantascienza 23, 1961 (Isaac Asimov presents the great SF stories, 23: 1961, 1991)
24. Le grandi storie della fantascienza 24, 1962 (Isaac Asimov presents the great SF stories, 24: 1962, 1992)
25. Le grandi storie della fantascienza 25, 1963 (Isaac Asimov presents the great SF stories, 25: 1963, 1992)

Nelle intenzioni di Asimov, il decennio 1930-1938 era da considerarsi già trattato nel "volume zero" da lui curato in precedenza per un altro editore:
- Alba del domani. La fantascienza prima degli 'Anni d'oro' (Before the Golden Age), Doubleday, 1974. Trad. vari, Grandi Opere Nord 1, Editrice Nord, 1976.

#### Isaac Asimov's Wonderful Worlds of Science Fiction
Collana curata con Martin H. Greenberg e Charles G. Waugh per The New American Library, consiste di dieci tomi di racconti e romanzi brevi dedicati ciascuno a un tropo narrativo della fantascienza. Quattro volumi sono stati tradotti in italiano.
1. Regni stellari (Intergalactic Empires), 1983. Trad. Iva Guglielmi e Gianni Pilo, I magici mondi di Asimov 2, Fanucci Editore, 1987.
2. Le olimpiadi della follia (The Science Fictional Olympics), 1984. Trad. vari, Urania 993, Arnoldo Mondadori Editore, 31 Marzo 1985.
3. Superuomini (Supermen), 1984. Trad. Carla Borelli e Marta Simonetti, I magici mondi di Asimov 7, Fanucci Editore, 1989.
4. Comets, 1986
5. Tin Stars, 1986
6. Neanderthals, 1987
7. Navi spaziali (Space Shuttles), 1987. Trad. Carla Borelli, I magici mondi di Asimov 4, Fanucci Editore, 1988.
8. Monsters, 1988
9. Robots, 1989
10. Invasions, 1990

#### Il Grande Libro della Fantascienza (The Mammoth Book of Science Fiction)
Collana curata con Martin H. Greenberg e Charles G. Waugh per Little, Brown and Company, consiste di sei tomi che selezionano le migliori novelle di fantascienza pubblicate in ciascun decennio dagli anni Trenta agli anni Ottanta. I primi tre volumi sono stati tradotti in italiano.
1. Il grande libro della fantascienza classica. Romanzi brevi degli anni '30 (The Mammoth Book of Classic Science Fiction. Short Novels of the 1930s), 1988. Trad. vari, EdgarMammut 1.16, Interno Giallo, 1991.
2. Il grande libro della fantascienza. L'età dell'oro. Romanzi brevi degli anni '40 (The Mammoth Book of Golden Age Science Fiction. Short Novels of the 1940s), 1989. Trad. vari, EdgarMammut 2.29, Interno Giallo, 1991.
3. Il grande libro della fantascienza. Società del futuro. Romanzi brevi degli anni '50 (The Mammoth Book of Vintage Science Fiction. Short Novels of the 1950s), 1990. Trad. vari, EdgarMammut 3.44, Interno Giallo, 1992.
4. The Mammoth Book of New World Science Fiction: Short Novels of the 1960s, 1991.
5. The Mammoth Book of Fantastic Science Fiction: Short Novels of the 1970s, 1992.
6. The Mammoth Book of Modern Science Fiction: Short Novels of the 1980s, 1993.

#### Volumi singoli
- One Hundred Great Science Fiction Short-Short Stories, 1978. Edito in italiano diviso in due tomi e accorciato di circa un quinto:
  - 44 Microstorie di fantascienza (One Hundred Great Science Fiction Short-Short Stories, 1978)
  - Microfantascienza: altre 44 storie (One Hundred Great Science Fiction Short-Short Stories, 1978)
- Catastrofi! (Catastrophes!, 1981)
- Crimini e misfatti al computer (Computer Crimes & Capers, 1983)
- Dove da qui? Antologia scolastica (Where Do We Go From Here?, 1971)
- Fantascienza I migliori racconti di famosi scienziati (Great Science Fiction Stories by the World's Great Scientists, 1985)
- Hallucination Orbit (Hallucination Orbit: Psychology in Science Fiction, 1983)
- I 7 peccati mortali della fs (The 7 Deadly Sins of Science Fiction, 1980)
- Isaac Asimov su Marte (Isaac Asimov's Mars, 1991)
- La galassia di Asimov (Isaac Asimov's Universe vol 1: The Diplomacy Guild, 1990)
- L'altare a mezzanotte (Fifty Short Science Fiction Tales, 1963)
- Le fasi del caos (Isaac Asimov's Universe vol 2: Phases in Chaos, 1991)

#### Asimov's Science Fiction
Dal 1978 fino alla morte Asimov è stato direttore editoriale della rivista Asimov's Science Fiction, i cui diritti per l'Italia sono passati di mano in mano fra vari editori, senza che si avviasse mai una pubblicazione regolare.
- La Rivista di Isaac Asimov, Arnoldo Mondadori Editore, 11 numeri, primavera 1978-novembre 1980.
- Rivista di Isaac Asimov. Avventure Spaziali & Fantasy, SIAD Edizioni, 4 numeri, autunno 1979-estate 1980.
- Asimov. Rivista di fantascienza, SIAD Edizioni, 11 numeri, settembre 1981-luglio 1982.
- Isaac Asimov Science Fiction Magazine, Telemaco, 6 numeri, gennaio-settembre 1993.
- Isaac Asimov Science Fiction Magazine, Phoenix Enterprise Publishing Company, 18 numeri, maggio 1994-novembre 1995.

### Fantasy

#### Isaac Asimov's Magical Worlds of Fantasy
Collana curata con Martin H. Greenberg e Charles G. Waugh per The New American Library, consiste di dodici tomi di racconti e romanzi brevi dedicati ciascuno a un tropo narrativo della fantasy. Sei volumi sono stati tradotti in italiano.
1. Maghi (Wizards), 1983. Trad. Serenella Antonucci e Cristiana Lopi, I magici mondi di Asimov 5, Fanucci Editore, 1989.
2. Streghe (Witches), 1984. Trad. Ornella Ranieri Davide e Marta Simonetti, I magici mondi di Asimov 6, Fanucci Editore, 1989.
3. Cavalieri cosmici (Cosmic Knights). 1985. Trad. Iva Guglielmi e Gianni Pilo, I magici mondi di Asimov 3, Fanucci Editore, 1988.
4. Spells, 1985.
5. Giganti (Giants), 1985. Trad. Iva Guglielmi e Gianni Pilo, I magici mondi di Asimov 2, Fanucci Editore, 1987.
6. Mythical Beasties, 1986.
7. Magical Wishes, 1986.
8. Diavoli (Devils), 1987. Trad. Carla Borelli e Marta Simonetti, I magici mondi di Asimov 8, Fanucci Editore, 19991.
9. Atlantis, 1988.
10. Ghosts, 1988.
11. Curses, 1989.
12. Il regno incantato (Faeries), 1991. Trad. vari, Urania Fantasy 1ª serie n. 63, Arnoldo Mondadori Editore, agosto 1993.

#### Volumi singoli
- Avventure nell'occulto (Isaac Asimov Presents Tales of the Occult), con Martin H. Greenberg e Charles G. Waugh, Prometheus Books, 1989. Trad. vari, Oscar Narrativa 1307, Arnoldo Mondadori Editore, 1993.
- Storie da un altro mondo (Visions of Fantasy), Doubleday, 1989. Trad. Laura Cangemi, Superjunior 17, Arnoldo Mondadori Editore, 1990.

### Giallo e horror

#### Volumi singoli
- Delitti di Natale (The Twelve Crimes of Christmas), con Martin H. Greenberg e Carol-Lynn Rössel Waugh, Avon Books, 1981. Trad. vari, Albatros, Editori Riuniti, 1983.
- Sherlock Holmes nel tempo e nello spazio (Sherlock Holmes Through Time and Space), con Martin H. Greenberg e Charles G. Waugh, Bluejay Books, 1984. Trad. vari, Arnoldo Mondadori Editore, 1990.
- Il delitto è servito (Murder on the Menu), con Martin H. Greenberg e Carol-Lynn Rössel Waugh, Avon Books, 1984. Trad. vari, BUR Gialli 746, Rizzoli, 1989.
- Tutti i vostri incubi (The Twelve Frights of Christmas), con Martin H. Greenberg e Charles G. Waugh, Avon Horror, Avon Books, 1986. Trad. vari, Horror Mondadori 10, Arnoldo Mondadori Editore, dicembre 1990.

### Letteratura per l'infanzia

#### Storie di giovani... (Young...)
Collana curata con Martin H. Greenberg e Charles G. Waugh per HaperCollins, consiste di sette tomi che raccolgono racconti per l'infanzia con protagonisti giovani personaggi fantastici. Quattro volumi sono stati tradotti in italiano.
1. Storie di giovani alieni (Young Extraterrestrials), 1984. Trad. Iva Tron, Superjunior 11, Arnoldo Mondadori Editore, 1989.
2. Storie di giovani mostri (Young Mutants), 1984. Trad. Francesca Lazzarato, Superjunior 10, Arnoldo Mondadori Editore, 1989.
3. Storie di giovani fantasmi (Young Ghosts), 1985. Trad. Francesca Cavattoni, Superjunior 16, Arnoldo Mondadori Editore, 1990.
4. Young Immortals, 1985.
5. Young Monsters, 1985.
6. Young Star Travelers, 1986.
7. Storie di giovani maghi (Young Witches and Warlocks), 1987. Trad. Iva Tron, Superjunior 23, Arnoldo Mondadori Editore, 1991.

## Divulgazione scientifica

### Astronomia
- Astronomia oggi (Astronomy today, 1989)
- Civiltà extraterrestri (Extraterrestrial Civilization, 1979)
- C'è vita sugli altri pianeti? (Is there life on other planets?, 1989)
- Come è nato l'universo? (How was the universe born?, 1988)
- Furono le comete a uccidere i dinosauri? (Did comets kill the dinosaurs?, 1987)
- Il collasso dell'universo (The collapsing universe, 1977)
- Il nostro sistema solare (Our solar system, 1988)
- Il pianeta doppio o Una coppia di pianeti (The double planet, 1960)
- Il Sole (The Sun, 1988)
- La Luna (The Moon, 1967)
- La Terra, la nostra madre (Earth: our home base, 1988)
- La Via Lattea e altre galassie (Our Milky Way and other galaxies, 1988)
- L'orologio su cui viviamo (The clock we live on , 1959)
- L'uomo nello spazio (Our world in space, 1974)
- Pulsar quasar e buchi neri (Quasars, pulsars and black holes, 1988)
- Razzi satelliti e sonde spaziali (Rockets, probes and satellites, 1988)
- Rifiuti in orbita (Space garbage, 1989)
- Supernove (The exploding suns, 1977)

### Biologia
- Breve storia della biologia (A short history of biology, 1964)
- Evoluzione e genetica (The wellsprings of life, 1960)
- Il cervello umano (The human brain, 1964)
- Il corpo umano (The human body, 1963)
- Il fiume della vita (The living river, 1960)
- Il libro di biologia (1987)

### Chimica e biochimica
- Breve storia della chimica (A short history of chemistry, 1965)
- I mattoni dell'universo (Building blocks of the universe, 1957)
- Il codice genetico (The genetic code, 1963)
- Il miracolo delle foglie: la fotosintesi (Photosynthesis, 1969)
- La vita e l'energia Le basi fisiche e chimiche della biologia moderna (Life and energy, 1962)

### Scienze generali
- Catastrofi a scelta (A choice of catastrophes, 1979)
- Cronologia delle scoperte scientifiche (Asimov's chronology of science, 1989)
- Esplorando la Terra e il cosmo (Exploring the Earth and the cosmos, 1982)
- Guida alla scienza per l'uomo moderno (Le scienze fisiche + Le scienze biologiche) (The new intelligent man's guide to science, 1964)
- I perché della scienza (1978)
- La porta sul futuro (Twentieth century discovery, 1969)
- Le parole della scienza (Words of science, 1959)

### Saggi scientifici
- A perdita d'occhio (Far as human eye could see, 1987)
- Domani! (Change!, 1981)
- Frontiere (Frontiers, 1989)
- Grande come l'universo (The relativity of wrong, 1988)
- Guida alla fantascienza (Asimov on Science Fiction, 1981)
- Il mostro subatomico (The subatomic monster, 1985)
- Il vagabondo delle scienze (The roving mind, 1983)
- L'incognito e x (X stands for unknown, 1984)
- L'uovo del dinosauro (The tyrannosaurus prescription, 1989)
- Nuove Frontiere (Frontiers II, 1993)
- Oggi, domani e... (Today and tomorrow and..., 1973)
- Passato e futuro (Science past, science future, 1975)
- Solo un trilione (Only a trillion, 1957)

#### Fisica
- Breve storia della fisica nucleare (1986)
- Il libro di fisica (Asimov's new guide to science, 1984)
- L'universo invisibile (Atom journey across the subatomic cosmos, 1991)

#### Miscellanea
- Nostalgia del futuro (Futuredays, 1986), Rizzoli 1988 (contiene illustrazioni tratte da En l'an 2000)

#### Religione
- In principio (In the Beginning, 1981)

#### Storia
- La marcia dei millenni (The march of the millennia, 1991)
- La Repubblica romana
- L'Impero romano

## Altri

### Autobiografie
- Io, Asimov - primo volume 1920 1954 (In memory yet green, 1979)
- Io, Asimov (I, Asimov, 1994)

### Tributi
- Gli amici di fondazione. Storie in onore di Isaac Asimov a cura di Greenberg (Foundation Friends, 1989)
- Asimov (R. Bianchi, La Nuova Italia 1977)
- Il Calibano di Asimov (Roger McBride Allen)
- L'Inferno di Asimov (Roger McBride Allen)
- L'Utopia di Asimov (Roger McBride Allen)
- Robot City, Odissea (Kube, Mc Dowell)
- Robot City, Sospetto (McQuay)
- Robot City, Cyborg (Wu)
- Robot City, Prodigio (Arthur Byron)
- Fondazione: la paura di Gregory Benford (Foundation's Fear, 1997)

### Antologie che contengono i suoi racconti
- 25 Racconti che hanno fatto Urania, 1989
- Asimov e altri alieni o Alieni, 1990
- Automi e Robot, 1987
- Avventure nel tempo e nello spazio (Adventures in time and space, 1946)
- Avventure nella preistoria, 1995
- Cinquant'anni di futuro, 2002
- Delitti senza tempo, 1978, racconti gialli
- Di libro in libro 3. Antologia per la scuola media, 1991
- Fantaluna. 11 racconti di fantascienza lunare, 1969
- Fantascienza, 1980
- Fantascienza della crudeltà, 1965
- Fantascienza: terrore o verità?, 1962
- Fantastiche vacanze, 1989
- Gli eroi dell'ombra, 1981
- Grande enciclopedia della fantascienza n.47, 1981
- I grandi maestri della fantascienza 2, 2002 (The SFWA Grand Masters: Vol.2, 2000)
- I falsi Adami: storia e mito degli automi (1969)
- I pianificatori della morte (1963)
- I premi Hugo 1976 1983
- I racconti inediti, 1995
- Il dilemma di Benedetto XVI, 1978
- Il futuro dietro l'angolo La fantascienza e la civiltà del domani, 1977
- Il giardino del tempo, 1983
- Il grande Dio Auto, 1965
- Il libro del servizio segreto, 1967
- Il meglio della fantascienza 1984, 1985
- Il meglio di "Amazing Stories", 1989
- Il meglio di IF n.1, 1980
- Il meglio di IF n.2, 1980
- Il meglio di IF n.3, 1980
- Il millennio dell'uomo, 1983
- Il passo dell'ignoto, 1972
- Il pianeta Hellzapoppin, 1967
- Il problema marziano, 1985
- Il seme tra le stelle, 1970
- Il sorriso metallico, 1976
- Il terzo libro delle metamorfosi, 1969
- Immaginare Futuri, 1990
- Immaginatevi, 1981
- Imparare dal futuro, 1988
- Imperi galattici, 1978
- Incontri coi fantaspiriti, 1978
- Inverno giallo, 1995
- La banca della memoria. Il meglio della fantascienza 1976, 1978
- La casa della vita e della morte, 1971
- La civiltà dell'incubo, 1977
- La grande lotteria galattica, 1982
- Le grandi firme della fantascienza n.9, 1998
- La guerra è sempre la guerra, 1967
- La notte di Halloween, 1996
- Le meraviglie del possibile, 1959
- La prova del nove, 1968
- L'astronave di pietra, 1983
- Le vie della frontiera, 1968
- Linus il Rosso, 1968
- L'ombra del 2000, 1965
- L'ora di fantascienza, 1982
- L'ultima cerimonia (Isaac Asimov's tomorrow voices, 1984)
- L'uomo che correva, 1975
- Magia automatica, 1983
- Magicland. Storie di fate, principi e folletti dei maestri della Fantasy (Once Upon a Time: A Treasury of Modern Fairy Tales, 1991)
- Metà A metà B, 1967
- Millemondidestate, 1988
- Millemondidestate, 1991
- Millemondinverno, 1991
- Millemondidestate, 1993
- Paradosso per tredici, 1966
- Quasi umani, 1965
- Robotica, 1980
- Racconti brevi, 1990
- Racconti di fantascienza, 1971
- Racconti fantastici, 1990
- Racconti fantastici dell'Otto e Novecento, 1987
- Racconti in tempo irreale. Il calcolatore nella fantascienza, 1973
- Rotostrada n.20, 1966
- Sapere n.663, 1965
- Segretissimo presenta Estate Spia 1979, 1979
- Storie di fantamore, 1967
- Storie di un altro mondo, 1990
- Strage nel cretaceo e altri racconti, 1966
- Tempo senza tempo, 1975
- Terra incognita, 1976
- Ultima tappa, 1977
- Un fantastico Natale, 1988

### Romanzi con racconto in appendice
- La morte azzurra, 1954
- I ribelli dei 50 soli, 1954
- Il risveglio dell'abisso, 1954
- Il falco degli spazi, 1954
- I soli verdi, 1958
- Galassia in fiamme, 1958
- Addio alla Terra, 1958
- Rotta Alpha Centauri, 1958
- L'odissea di Glystra, 1958
- Il vagabondo dello spazio, 1958
- Nelle viscere della Luna, 1958
- Asteroide 588 Achille, 1958
- Il dominatore delle stelle, 1958
- Pionieri dell'infinito, 1965
- Incidente di frontiera, 1983

### Riviste e collane che contengono i suoi racconti
- Achab. Il Corriere dell'Avventura a.5 n.10, 1994
- Cosmo n.39 I fabbricanti di schiavi, 1959
- Cosmo n.140 Il decimo androide, 1964
- Cosmo. I capolavori della fantascienza n.19 I fabbricanti di schiavi Agguato nel tempo. Il decimo androide, 1963
- Cosmo. I capolavori della fantascienza n.73 Nessun mondo per loro. Il decimo androide, 1967
- Fanta-Story a.1 n.1, 1989
- Fantascienza n.1, 1976
- Fantasia e Fantascienza n.10, 1963
- Futura n.12, 1984
- Futura n.13, 1984
- Galassia n.22 Struttura anomala, 1962
- Galassia n.27 I tetraploidi, 1963
- Galassia n.77 ... di tutti i futuri del mondo, 1967
- Galassia n.196 Zero umano, 1974
- Galaxy Anno I n.3, 1958
- Galaxy Anno I n.6, 1958
- Galaxy Anno II n.8, 1959
- Galaxy Anno V n.12, 1962
- Galaxy n.57, 1963
- Galaxy n.58, 1963
- Galaxy n.60, 1963
- Galaxy n.62, 1963
- Galaxy n.64, 1963
- Gamma n.7 L'abisso, 1966
- Gamma n.14 Odissea nello Spazio, 1967
- Gamma n.15 Patto col Tempo, 1967
- Gamma n.72 L'almanacco della fantascienza, 1972
- Nova SF* a.II n.6 Terra, acqua, fuoco, aria, 1968
- Nova SF* a.V n.16 I canti della terra lontana, 1971
- Nova SF* a.VI n.18 Della luna , del mare e del cielo, 1972
- Nova SF* a.VI n.20 Civiltà che crolla, 1972
- Nova SF* a.VII n.24 L'età della luna, 1973
- Nova SF* a.IX n.30 Primo contatto, 1975
- Nova SF* a.XIII n.30 Dimensioni dimenticate, 1997
- Novella a. XLVII n.3, 1966
- Panorama n.35, 1965
- Pianeta n.21, 1968
- Raccolta Robot n.16, 1980
- Robot n.6, 1976
- Scienza Duemila a.II n.3, 1980
- Scienza Duemila a.X n.7, 1988
- Scienza Fantastica Vol. II-n. 2, 1953
- Ucronia n.1, 1987
- Urania n.3, 1953
- Urania n.7, 1953
- Urania n.12, 1953
- Urania n.13, 1953